# Siegfried Lauffer

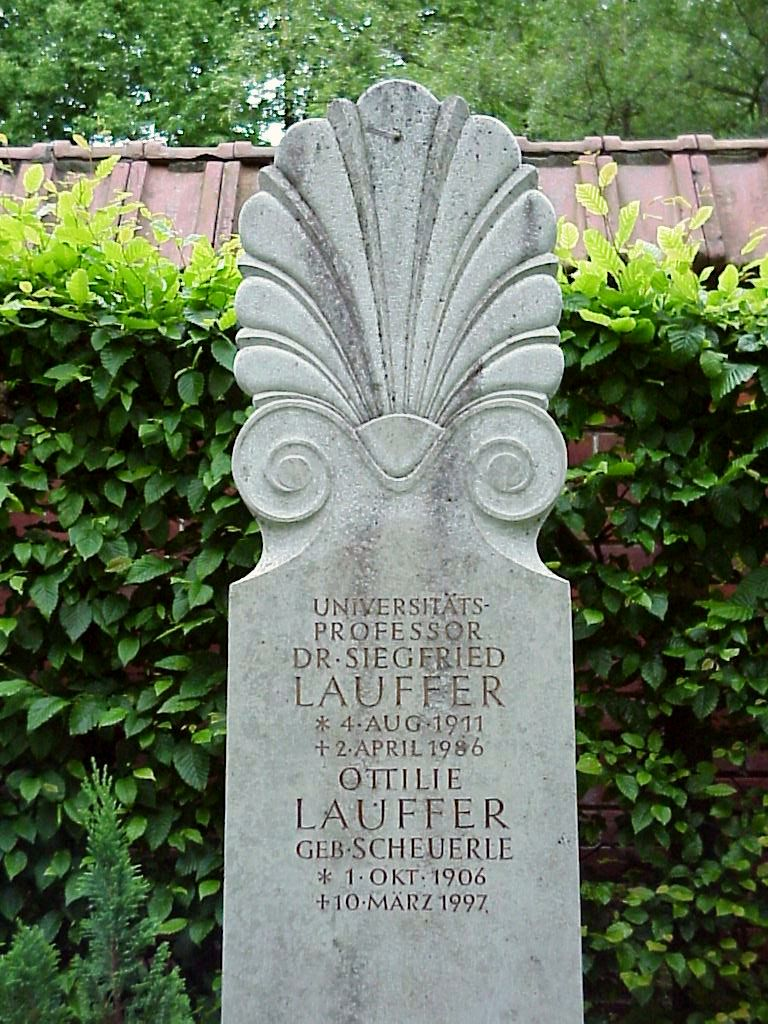
Grabstele auf dem Münchner Nordfriedhof

Siegfried Lauffer (* 4. August 1911 in Stuttgart; † 2. April 1986 in München) war ein deutscher Althistoriker.

## Leben
Nachdem seine Eltern verstorben waren, wurde er von Albrecht Gerstenmaier erzogen; sein Ziehbruder war Eugen Gerstenmaier.
Nach dem Abitur am evangelisch-theologischen Seminar Schöntal-Urach begann Lauffer 1930 an der Universität Tübingen ein Studium der Geschichte, Klassischen Philologie und Germanistik. Seit 1930 war er Mitglied der Studentenverbindung Normannia Tübingen. Er wechselte nach Berlin, Wien, wiederum Tübingen und Wien, wo er 1934 bei Adolf Wilhelm mit einer Dissertation über Die platonische Agrarwirtschaft promoviert wurde. Nach Staatsexamen in Tübingen 1935 war er von 1936 bis 1946 als Lehrer in Württemberg tätig, unterbrochen allerdings von längeren Beurlaubungen für Forschungsarbeiten. Mehrmals reiste er nach Griechenland und führte insbesondere in Boiotien landeskundliche Forschungen durch, auch noch zu Beginn der deutschen Besetzung Griechenlands im Zweiten Weltkrieg. Von April 1942 bis zum Kriegsende war Lauffer Sanitätssoldat und konnte sich in dieser Zeit an der Berliner Universität, gefördert von Wilhelm Weber, über Imperium habilitieren.
1945 entkam Lauffer aus sowjetischer Kriegsgefangenschaft und kehrte nach Tübingen zurück, wo er bis 1946 wieder als Lehrer tätig war, danach als Lektor und Lehrbeauftragter an der Universität. 1949 habilitierte er sich von Berlin nach München um und wurde am dortigen Seminar für Alte Geschichte Privatdozent und (ab Januar 1950) wissenschaftlicher Assistent. In der 1951 gegründeten Kommission für Alte Geschichte und Epigraphik wurde er Vertreter der Nicht-Ordinarien. 1955 wurde Lauffer in München außerplanmäßiger Professor und 1963, nachdem er einen Ruf an die Universität Bonn abgelehnt hatte, planmäßiger außerordentlicher Professor für „Alte Geschichte mit besonderer Berücksichtigung der Sozial- und Wirtschaftsgeschichte“. Nach der Ablehnung weiterer Rufe nach Salzburg und Wien wurde Lauffer 1967 ordentlicher Professor. Er wurde 1979 emeritiert, hielt aber bis kurz vor seinem Tod 1986 noch regelmäßig Vorlesungen.

## Leistungen
Die wichtigsten Themen in Lauffers Forschungstätigkeit waren die Landeskunde des antiken Boiotien, insbesondere der Kopaïs-Region, und die antike Wirtschaftsgeschichte (so die grundlegende Monographie über Die Bergwerkssklaven von Laureion, die Edition des Preisedikts des Diokletian und ein Projekt zur Sammlung von Daten über Preise und Löhne in der Antike).
Er verfasste auch einen wiederholt aufgelegten Abriss der antiken Geschichte, eine Kurze Geschichte der antiken Welt und eine Biographie Alexanders des Großen, ferner Schulwandkarten zur Antike. Auch in Fernsehsendungen in den 1960er Jahren und als Reiseleiter vermittelte er in populärer Form Kenntnisse über die Antike. Seine Biographie Alexanders des Großen sei „vorzüglich wegen seiner [sic] Nüchternheit und wegen der genauen Quellen- und Literaturbelege für jede Aussage“, urteilte Wolfgang Schuller.

## Schriften (Auswahl)
- als Herausgeber: Griechenland. Lexikon der historischen Stätten von den Anfängen bis zur Gegenwart. C. H. Beck, München 1989, ISBN 3-406-33302-8.
- Kopais. Untersuchungen zur historischen Landeskunde Mittelgriechenlands. Lang, Frankfurt am Main u. a. 1986, ISBN 3-8204-8573-2.
- Alexander der Große (= dtv. Bd. 4298). Deutscher Taschenbuch-Verlag, München 1978, ISBN 3-423-04298-2.
- Das Römische Reich. Entwicklung – Ausdehnung – Niedergang. 18 Arbeitstransparente, 27 × 30 cm. Perthes, Darmstadt 1977.
- Gallien, Germanien und Britannien zur Römerzeit. Schulwandkarte, 1:1.000.000, 126 × 162 cm. Perthes, Darmstadt 1974.
- Kurze Geschichte der antiken Welt. 2 Bände. Bd. 1: Griechenland. Bd. 2: Rom. Callwey, München 1971, ISBN 3-7667-0192-4 (Veränderter Nachdruck. Bechtermünz, Augsburg 2001, ISBN 3-8289-0769-5).
- Das römische Weltreich. Schulwandkarte mit Nebenkarten, 1:2.000.000, 246 × 160 cm. Perthes, Darmstadt 1971.
- als Herausgeber: Diokletians Preisedikt (= Texte und Kommentare. Bd. 5, ISSN 0563-3087). de Gruyter, Berlin 1971.
- Griechische Geschichte. Unverhau, München 1969.
- Die Kulturreiche des alten Orient. Schulwandkarte, 1:2.500.000, 188 × 113,8 cm. Perthes, Darmstadt 1963.
- als Übersetzer: Samivel (d. i. Paul Gayet-Tancrède): Unter der Sonne Homers. Von Minos bis Perikles. Droemer/Knaur, München u. a. 1962.
- Das klassische Griechenland. Schulwandkarte mit Nebenkarte, 3 Blatt, 1:500.000, 2 Blatt je 129 × 88,1 cm., 1 Blatt 139,8 × 101,8 cm. Perthes, Darmstadt 1961.
- Abriss der antiken Geschichte. Oldenbourg, München 1956 (Stark erweiterte Neuausgabe als: Daten der griechischen und römischen Geschichte (= dtv. Bd. 3275). Deutscher Taschenbuch-Verlag, München 1987, ISBN 3-423-03275-8; in niederländischer Sprache: De klassieke geschiedenis in jaartallen (= Aula. Bd. 406, ZDB-ID 256541-9). Uitgeverij Het Spectrum, Utrecht u. a. 1969).
- Das Reich Alexanders des Großen. Schulwandkarte, 3 Blatt, 1:2.500.000, je 104,5 × 75 cm. Perthes, Darmstadt 1956.
- Die Bergwerkssklaven von Laureion. 2 Bände. Verlag der Akademie der Wissenschaften und der Literatur, Mainz 1956–1957;
  - 1. Teil: Arbeits- und Betriebsverhältnisse, Rechtsstellung (= Akademie der Wissenschaften und der Literatur, Mainz. Abhandlungen der Geistes- und Sozialwissenschaftlichen Klasse. Jg. 1955, Nr. 12, ISSN 0002-2977). 1956;
  - 2. Teil: Gesellschaftliche Verhältnisse, Aufstände (= Akademie der Wissenschaften und der Literatur, Mainz. Abhandlungen der Geistes- und Sozialwissenschaftlichen Klasse. Jg. 1956, Nr. 11). 1957.